# دیوید برمن (هنرپیشه)
دیوید برمن (انگلیسی: David Berman؛ زادهٔ ۱ نوامبر ۱۹۷۳) یک هنرپیشه و پژوهشگر اهل ایالات متحده آمریکا است.

## گزیده فیلمشناسی
از فیلم‌ها یا برنامه‌های تلویزیونی که وی در آن نقش داشته‌است می‌توان به آثار زیر اشاره کرد.
- استخوان‌ها (مجموعه تلویزیونی) (۲۰۱۵)
- سی‌اس‌آی (۲۰۰۰–۲۰۱۵)
- کدبانوهای وامانده (۲۰۱۰)
- قهرمان‌ها (مجموعه تلویزیونی) (۲۰۰۶)